# Lisala
Lisala – miasto w Demokratycznej Republice Konga, stolica prowincji Mongala. Przez miasto przepływa rzeka Kongo. Większość mieszkańców stanowią przedstawiciele ludu Ngombe.
Miejsce narodzin Mobutu Sese Seko.